# Ulrich Christoph von Stille
Ulrich Christoph von Stille (* 15. Oktober 1654 in Salzwedel; † 8. Dezember 1728 in Magdeburg) war ein preußischer Generalleutnant und Kommandant der Festung Magdeburg, sowie Erbherr auf Fretzdorf, Herzsprung und Christdorf (Wittstock/Dosse).

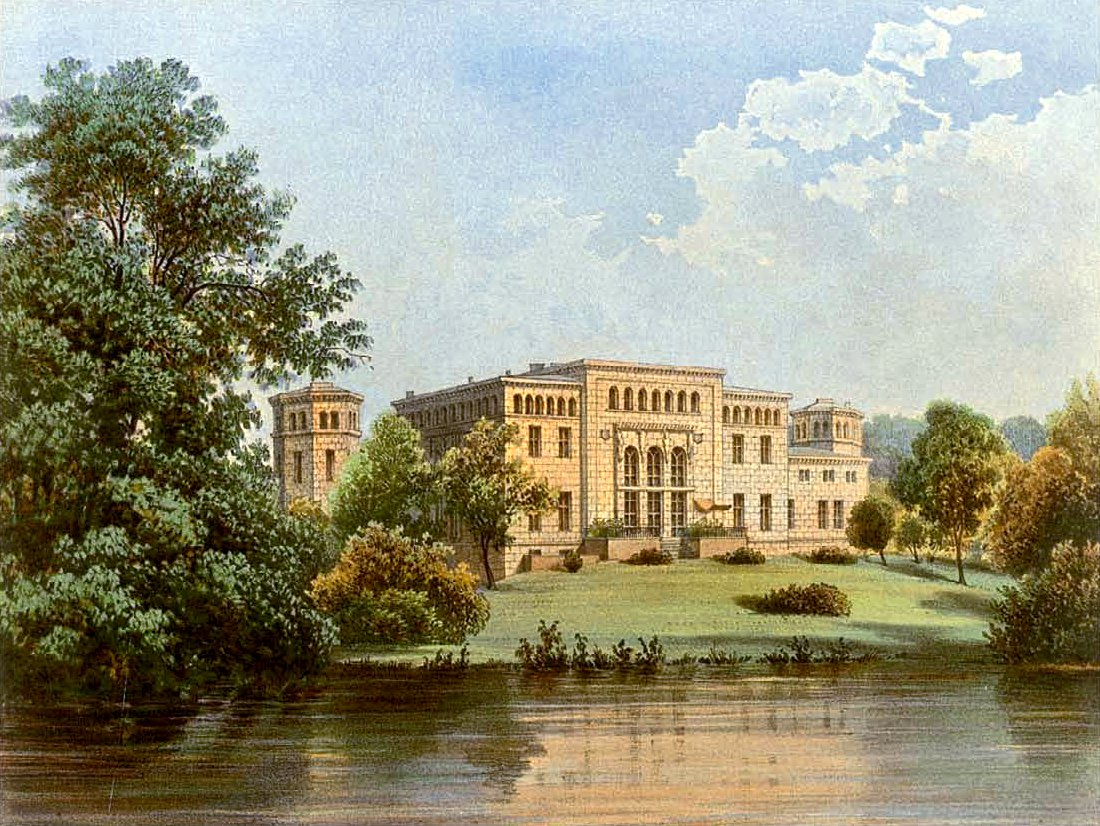
Schloss Fretzdorf um 1860, Sammlung Alexander Duncker

## Leben
Ulrich Christoph war der Sohn von Christian Stille, einem mecklenburgischen Kammerrat. Seine Mutter war Katharina Margaretha Karstädt (Karstedt).
Er trat bereits mit 16 Jahren in die kurfürstliche Leibgarde, wo er Pikenier wurde. 1672 zog er mit den kurfürstlich brandenburgischen Truppen in die westfälischen Besitzungen gegen die Franzosen. Da aber 1673 der Frieden von Vossem folgte, durfte er die brandenburgischen Dienste verlassen, um sich militärisch weiterzubilden. So trat er in holländische Dienste. 1674 kämpfte er unter dem Prinzen von Oranien bei der Belagerung von Graves, wo er an der Schulter verwundet wurde. Als im Verlauf des Niederländisch-Französischen Krieges kurfürstliche Truppen die kaiserliche Armee gegen Frankreich unterstützten, verließ er die holländische Armee und wechselte wieder ins brandenburgische Lager. Als Offizier der Garde kämpfte er im Schwedisch-Brandenburgischen Krieg in der Schlacht bei Fehrbellin (1675) und bei der Belagerung von Stettin  (1677).
1676 wurde aus der Garde das Regiment von der Golz gebildet. Mit ihm war Stille an allen wichtigen Schlachten gegen die Schweden dabei. 1681 erhielt er seine eigene Kompanie und kam mit dem Regiment nach Magdeburg in Garnison. Die Festung war kurz zuvor an Brandenburg gefallen. 1685 wurde das Bataillon des Regiments mit Stille unter dem Oberbefehl des Generals Hans Adam von Schöning nach Ungarn geschickt. Dort kämpfte es erfolgreich vor Ofen (Buda), doch Stille wurde von einem vergifteten Pfeil in die Brust und von einem Stein am Oberschenkel verletzt. Er überlebte, wurde 1689 vom Kurfürsten zu Major befördert und bekam den Auftrag, ein Dragoner-Regiment zu errichten. Das Regiment unter seinem Chef Friedrich Wilhelm von Wittenhorst-Sonsfeld wurde die Basis für das Kürassier-Regiment Nr. 7. Der Kurfürst war zufrieden und so wurde Stille im Jahre 1690 zum Kommandeur des Regiments bestellt.

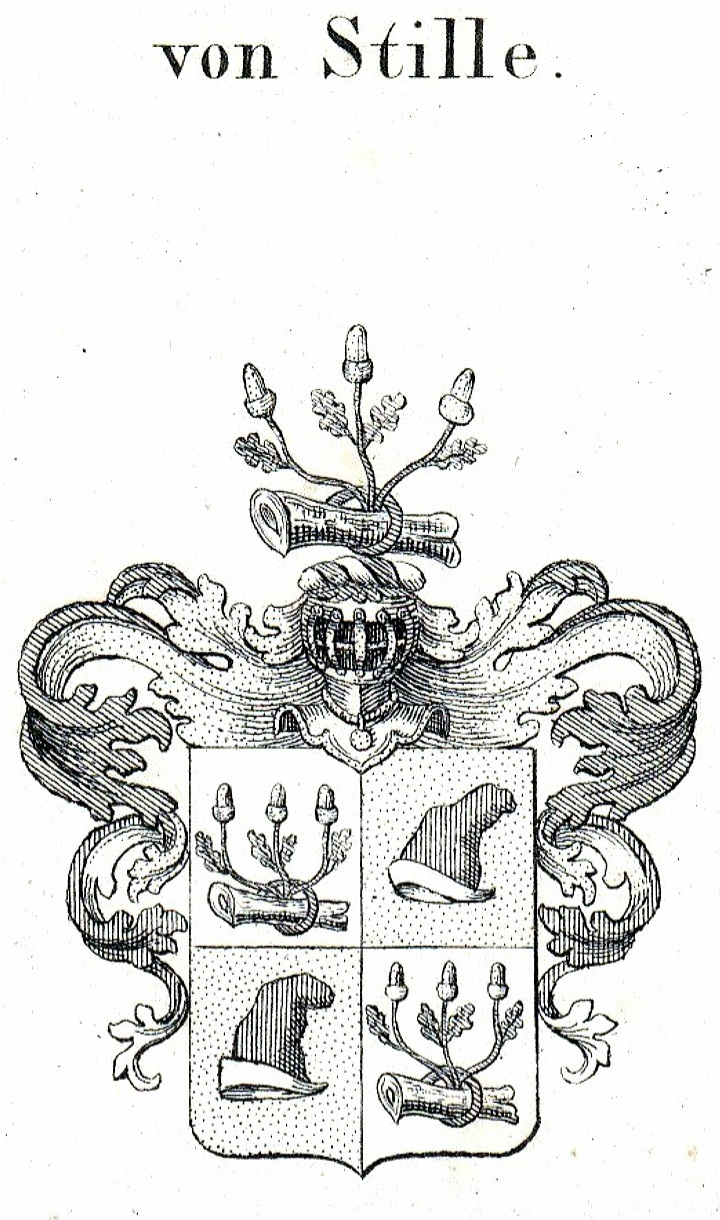
Wappen derer von Stille

Im selben Jahr erhielt sein Bruder, der Geheime Kammerrat und Post- und Salz-Amts-Direktor Conrad Barthold Stille vom Kurfürsten für die ganze Familie den Adelsbrief. Conrad Barthold und seinem Bruder Ulrich Christoph wurde der angebliche alte Adel bestätigt. Dabei wurde auch eine Abstammung von den in der Prignitz ansässigen Karstedt behauptet, die aber einer genaueren Nachprüfung nicht ohne Weiteres standgehalten hätte. Denn die Mutter der beiden Brüder Stille, Katharina Margarete Karstedt, stammte aus einer bürgerlichen Familie, im Lüneburgischen ansässig und ursprünglich aus Perleberg herkommend, wo dann erst Ahnen auf die von Karstedt zurückzuführen sind. Erst ihre Mutter, eine geborene von Warnsaat, stammte aus einer Familie, die dem Adel zuzurechnen ist und bis zu Ende des 16. Jahrhunderts das Gut Loppelt besaß. So kamen aber die Tartarenmützen aus dem Wappen der Familie von Karstedt ins Adelswappen der Familie Stille.
1691 wurde Ulrich Christoph von Stille Oberstleutnant. 1692 veranlasste Markgraf Karl Philipp von Brandenburg-Schwedt, dass Stille sein Nachfolger wurde. Das Regiment stand wieder gegen die Franzosen im Feld und kämpfte 1693 in der Schlacht bei Neerwinden. Das Regiment kämpfte zunächst auf dem rechte Flügel. Es deckte dann den Rückzug der Armee, indem es beim Fluss kleine Gete stehen blieb und so die Verfolger aufhielt. Für diesen Erfolg bekam er 1694 das Kommando über das Regiment. Als Nächstes zog er mit vier Bataillonen Brandenburger nach Savoyen, wo sie an der Belagerung von Casal teilnahm. 1696 wurde er Oberst und zog mit den Truppen wieder an den Oberrhein, da der Herzog von Savoyen wieder Frieden mit Frankreich geschlossen hatte. So finden wir ihn 1697 bei der Belagerung von Ebernburg und anderen Aktionen. Nach dem Frieden von Rijswijk und von dem Frieden von Utrecht kehrte das Regiment nach Magdeburg zurück und wurde wieder aufgefüllt. 1698 wollte der Kurfürst sein Pfandrecht auf Elbing durchsetzen und die Stadt besetzen. Zur Unterstützung der Aktion wurde das Regiment nach Pommern verlegt.
Mit dem Ausbruch des spanischen Erbfolgekriegs 1701 marschierte Stille nach Kleve und 1702 nach Kaiserswerth, das von Leopold von Anhalt-Dessau erstürmt wurde. Stille bekam dabei einen Schuss ins Bein. 1703 eroberte das Regiment Geldern und 1704 wurde es zum Generalmajor Albrecht Konrad Finck von Finckenstein an die Donau verlegt. So kämpfte er am 13. August 1704 in der Schlacht von Hochstädt, hier wurde ihm das Pferd erschossen. Danach zogen seine Bataillone zur Belagerung von Landau. Er zeichnete sich bei der Belagerung aus und war auch bei dem entscheidenden Sturm am 22. November dabei. Dafür wurde er vom König Friedrich I. 1705 zum Generalmajor befördert. Als der König nach Berlin zog, bekam er den Oberbefehl über die elf brandenburgischen Bataillone und Schwadrone. Im gleichen Jahr zog er mit acht Bataillonen und zehn Schwadronen nach Italien. In Tirol übergab er die Truppen an den Fürsten von Anhalt. Er führte die Truppen von Lacifo und St. Viglio nach Maderno. Im August schlug er mit den Grenadieren und 1000 Musketieren über den Fluss Adda eine Brücke. In Anbetracht der Stärke des feindlichen Heeres musste er die Brücke aber wieder abbauen, was ihm gelang, ohne ein Ponton zu verlieren. In der nachfolgenden Schlacht bei Cassano  konnte er sich mit den Brandenburger Truppen wieder auszeichnen.
Nachfolgend deckte er den Übergang des Heeres unter Prinz Eugen über die Crema. 1705 beim Entsatz von Turin führte er mit dem Regiment Markgraf Philipp den ersten Angriff auf die französischen Stellungen und verlor wieder ein Pferd bei dem Angriff, zudem wurde seine linke Hand schwer verletzt. Daher musste er die Armee verlassen, um seine Heilung abzuwarten. Er kam erst zum Winter 1707 zurück und übernahm den Oberbefehl über die Preußen. 1708 war er wieder bei allen wichtigen Aktionen dabei. 1709 rief ihn der König nach Brandenburg zurück, 1711 bekam er Infanterie-Regiment Nr. 20 (Börstell) und wurde Kommandant von Magdeburg. Als Friedrich Wilhelm I. seine Regentschaft antrat, musste Stille ein weiteres Bataillon aufstellen. Es kämpfte im Pommernfeldzug 1715/1716 vor Stralsund. 1715 wurde Stille zum Generalleutnant befördert.
Er starb im 75. Lebensjahr Dezember 1728 am Schlagfluss und wurde in der Gruft der Kirche des Gutes Fretzdorf beigesetzt.

## Familie
Am 20. Januar 1696 heiratete er Eva Maria von Cosel († 20. Januar 1736) aus dem Hause Rosenwinkel. Mit ihr hatte er fünf Söhne und vier Töchter. Der Generalmajor Christoph Ludwig von Stille war sein Sohn.